# Enter the Hunt
Enter the Hunt (ETH) är ett svenskt heavy metal-band från Stockholm som bildades 2002 av Björn Flodkvist, Stefan Kälfors och Mats Ståhl. Debutalbumet For Life. 'Til Death. To Hell. With Love. gavs ut av Sony BMG i augusti 2006. Bandets andra planerade fullängdsskiva, Empires Fall, har fått sin utgivning uppskjuten. En första singel, Fighters, släpptes i maj 2009 och i juni 2020 släpptes låten Bastard Sons på Youtube.

## Historia

### Bandet bildas
Enter the Hunt bildades 2002 av Stefan Kälfors (trummor), Mats Ståhl (gitarr) och Björn Flodkvist (gitarr och sång). Pontus Lindqvist på bas anslöt 2003. Under de första åren gjordes två demoskivor med denna konstellation. Inför inspelningen av den tredje demoskivan, 2004, spelades ett par låtar in med Krister Linder på sång. Låtarna One och Erased in Grace blev senare återinspelade för debutalbumet medan Photone dyker upp på första EP:n under namnet No Return. Kort därefter blev Krister Linder permanent sångare i Enter the Hunt. De kommande två åren producerades ytterligare tre demoplattor. De uppträdde på olika scener och vid festivaler runt om i Sverige, förutom i hemstaden Stockholm även bland annat på Arvikafestivalen 2005 och i Göteborg på Metaltown både 2005 och 2006.

### Albumdebuten
I juni 2006 kom gruppens första platta Become the Prey E.P. på skivbolaget Sony BMG, och i augusti samma år utgavs fullängdsalbumet For Life. 'Til Death. To Hell. With Love. Producent var Jacob Hellner, som tidigare producerat bland annat Rammsteins och Clawfingers album. Första singeln, One, kom under hösten och i april 2007 släpptes Go som andra singel från albumet.

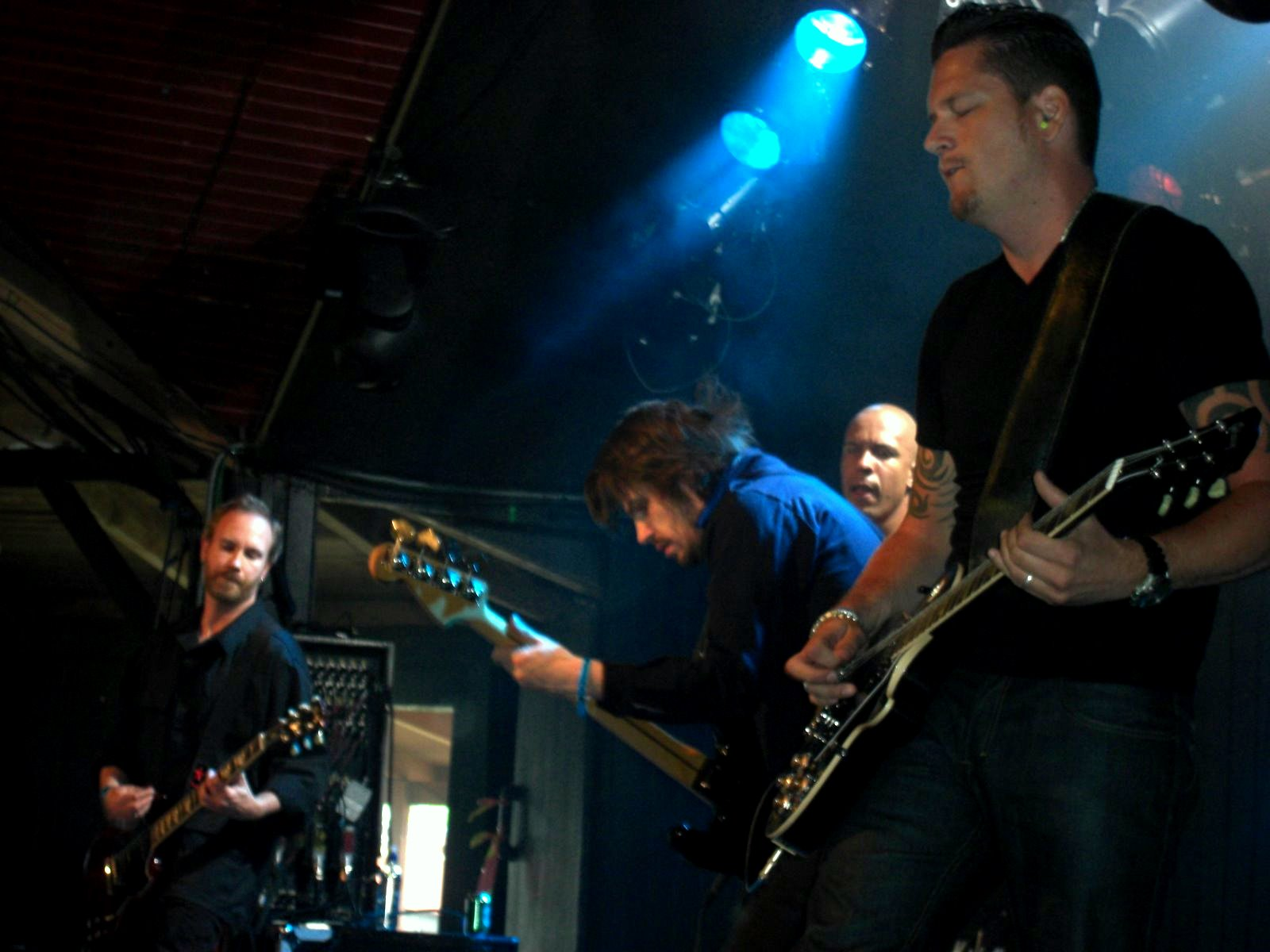
Hultsfredsfestivalen 2007.

Denna albumdebut var dock ingen egentlig debut för någon av medlemmarna, alla hade tidigare medverkat i olika svenska band. Stefan Kälfors och Pontus Lindqvist var under 80-talet medlemmar i punkbandet The Krixhjälters (senare Omnitron) och konstellationen Kälfors, Ståhl och Flodkvist återfanns under åren i mitten på 90-talet i gruppen Gone. Denna trio är således densamma som bildade Enter the Hunt några år senare. Björn Flodkvist och Mats Ståhl deltog även i Candlemass under ett par år i slutet av 90-talet.
Sångaren Krister Linder har också en etablerad bakgrund i det svenska musiklivet långt tidigare än sin entré i Enter the Hunt. Han sjöng i grupperna Grace och Dive under 90-talet samt gav själv ut en mängd musik under olika namn såsom Yeti, Tupilaq med flera. Under 2006 gav han också ut ett soloalbum i eget namn, Songs From The Silent Years. Enter the Hunt innebar dock hans debut som hårdrocksångare.
Basisten Pontus Lindqvist lämnade bandet under hösten 2006. Vid påföljande spelning, på Debaser i Stockholm, medverkade på bas Joen Carlstedt, som annars spelar gitarr i hiphopgruppen Infinite Mass.

### 2007 och framåt
Bandet uppges arbeta på nytt material till en kommande skiva. Under 2007 fortsatte Enter the Hunt att spela på svenska scener. I Umeå 17 februari på House of Metal, hade bandet med sig Ulf "Rockis" Ivarsson på bas, och inför Hultsfredsfestivalen 14 juni, blev han bandets permanente basist. Ivarson har tidigare spelat med grupper och artister som Thomas Di Leva, Sky High, Hedningarna och Thåström. Enter the Hunt spelade också bland annat på Peace & Love-festivalen i Borlänge 28 juni.
I april 2009 tillkännagavs att ett nytt album, "Empires Fall", skulle släppas. Albumet fick dock sin utgivning uppskjuten. En första singel från albumet, Fighters, släpptes 26 maj 2009. Den 14 december 2011 gjorde Enter the Hunt en spelning på Göta Källare i Stockholm som förband och gäster till tjugoårsjubilerande Katatonia. Katatonia gjorde en cover på Enter the Hunts låt Fighters vilken återfinns på albumet City Burials som släpptes 24 april 2020.
En video till den nya låten Bastard Sons släpptes på Youtube 5 juni 2020 och uppgavs där vara ett spår på den kommande Empires Fall EP.

### After the Hunt
I november 2020 utgavs EP:n And the Sun Fixed Its Gaze Upon the Old Cities of the New World under bandnamnet After the Hunt. Bandet uppges bestå av "the founding fathers of Enter the Hunt".

## Stil och genre
I media har Enter the Hunts musik getts olika benämningar såsom nu-metal, doom metal, post-hardcore etc. Själva anger gruppen, på sin Myspacesida, metal/progressive/experimental som genrebeteckning.

## Medlemmar
Senaste kända medlemmar
- Mats Ståhl – gitarr (2002–?)
- Björn Flodkvist – gitarr, bakgrundssång (2002–?)
- Stefan Kälfors – trummor (2002–?)
- Krister Linder – sång (2004–?)
- Ulf "Rockis" Ivarsson – basgitarr (2007–?)

Tidigare medlemmar
- Pontus Lindqvist – basgitarr (2003–2006)

## Diskografi

### Demoskivor 2002–2006
| - Demo 1 1. "Bullet Hits the Bone" 2. "Black Sleep" 3. "My Degeneration" - Demo 2 1. "Pan Pacific" 2. "Introstellar" 3. "Wake Up When It's Nice" | - Demo 3 1. "Erased in Grace" 2. "Photone" 3. "One" - Demo 4 1. "Never Stop" 2. "Alone" 3. "True Love" | - Demo 5 1. "Forever" 2. "Even the Night" 3. "Now or Nowhere" - Demo 6 1. "Home in Glory" 2. "Sweetest Monster" 3. "Invincible" |

### På Sony BMG
- Become the Prey (EP) (2006)

1. "Never Stop"
2. "No Return"
3. "Now or Nowhere"

- For Life. 'Til Death. To Hell. With Love. (2006)

1. "Setting Sun"
2. "Erased in Grace"
3. "One"
4. "Forever"
5. "Go"
6. "Even the Night"
7. "Never Stop"
8. "Black Stars"
9. "Alone"
10. "Yours Truly"

### Singlar
- "One" – 2006
- "Go" – 2007
- "Fighters" – 2009